# ماركوس ريتيربيرجير
ماركوس ريتيربيرجير (بالألمانية: Markus Reiterberger)‏ مواليد 9 مارس 1994 في تروستبرغ، ألمانيا، هو متسابق دراجات نارية ألماني. نافس في بطولة العالم للسوبربايك.

## النتائج

### سباق الجائزة الكبرى للدراجات النارية

#### السباقات حسب السنة
(مفتاح) (السباقات بالخط العريض تشير لترتيب الانطلاق، السباقات بالخط المائل تشير لأسرع لفة)
| السنة | الفئة  | الدراجة           | 1   | 2       | 3        | 4     | 5        | 6        | 7      | 8          | 9       | 10      | 11   | 12         | 13    | 14      | 15      | 16       | 17     | Pos   | نقاط |
| ----- | ------ | ----------------- | --- | ------- | -------- | ----- | -------- | -------- | ------ | ---------- | ------- | ------- | ---- | ---------- | ----- | ------- | ------- | -------- | ------ | ----- | ---- |
| 2012  | موتو 2 | إم زد آر إي هوندا | قطر | إسبانيا | البرتغال | فرنسا | كتالونيا | بريطانيا | هولندا | ألمانيا 25 | إيطاليا | إنديانا | تشيك | سان مارينو | أرغون | اليابان | ماليزيا | أستراليا | بلنسية | ن.غ.م | 0    |

### بطولة العالم للسوبربايك

#### السباقات حسب السنة
(مفتاح) (السباقات بالخط العريض تشير لترتيب الانطلاق) (السباقات بالخط المائل تشير لأسرع لفة)
| السنة | الصانع      | 1             | 1          | 2         | 2         | 3          | 3          | 4        | 4         | 5          | 5          | 6            | 6          | 7        | 7        | 8            | 8            | 9        | 9        | 10         | 10         | 11           | 11           | 12       | 12       | 13    | 13    | 14      | 14      | مركز | نقاط |
| السنة | الصانع      | ج1            | ج2         | ج1        | ج2        | ج1         | ج2         | ج1       | ج2        | ج1         | ج2         | ج1           | ج2         | ج1       | ج2       | ج1           | ج2           | ج1       | ج2       | ج1         | ج2         | ج1           | ج2           | ج1       | ج2       | ج1    | ج2    | ج1      | ج2      | مركز | نقاط |
| ----- | ----------- | ------------- | ---------- | --------- | --------- | ---------- | ---------- | -------- | --------- | ---------- | ---------- | ------------ | ---------- | -------- | -------- | ------------ | ------------ | -------- | -------- | ---------- | ---------- | ------------ | ------------ | -------- | -------- | ----- | ----- | ------- | ------- | ---- | ---- |
| 2013  | بي إم دبليو | أستراليا      | أستراليا   | إسبانيا   | إسبانيا   | هولندا     | هولندا     | إيطاليا  | إيطاليا   | بريطانيا   | بريطانيا   | البرتغال     | البرتغال   | إيطاليا  | إيطاليا  | موسكو ريسواي | موسكو ريسواي | بريطانيا | بريطانيا | ألمانيا 13 | ألمانيا 12 | إسطنبول بارك | إسطنبول بارك | أمريكا   | أمريكا   | فرنسا | فرنسا | إسبانيا | إسبانيا | 32   | 7    |
| 2015  | بي إم دبليو | أستراليا      | أستراليا   | تايلاند   | تايلاند   | إسبانيا    | إسبانيا    | هولندا   | هولندا    | إيطاليا    | إيطاليا    | بريطانيا     | بريطانيا   | البرتغال | البرتغال | إيطاليا 16   | إيطاليا 13   | أمريكا   | أمريكا   | ماليزيا    | ماليزيا    | إسبانيا      | إسبانيا      | فرنسا 21 | فرنسا 13 | قطر   | قطر   |         |         | 31   | 6    |
| 2016  | بي إم دبليو | أستراليا ل.ين | أستراليا 8 | تايلاند 5 | تايلاند 7 | إسبانيا 14 | إسبانيا 15 | هولندا 7 | هولندا 16 | إيطاليا 13 | إيطاليا 12 | ماليزيا ل.ين | ماليزيا 10 | بريطانيا | بريطانيا | إيطاليا      | إيطاليا      | أمريكا   | أمريكا   | ألمانيا    | ألمانيا    | فرنسا        | فرنسا        | إسبانيا  | إسبانيا  | قطر   | قطر   |         |         | 13*  | 53*  |

* موسم مستمر.

## وصلات خارجية
- ماركوس ريتيربيرجير على موقع MotoGP.com (الإنجليزية)
- ماركوس ريتيربيرجير على موقع WorldSBK.com (الإنجليزية)

- الموقع الرسمي